# Anthonotha cladantha
Anthonotha cladantha är en ärtväxtart som först beskrevs av Hermann August Theodor Harms, och fick sitt nu gällande namn av J.Leonard. Anthonotha cladantha ingår i släktet Anthonotha och familjen ärtväxter. Inga underarter finns listade i Catalogue of Life.